# John Burgoyne
O general John Burgoyne (24 de fevereiro de 1722 – 4 de agosto de 1792) foi um oficial do exército britânico, político e dramaturgo. Ele serviu durante na Guerra dos Sete Anos mas ficou mais conhecido por seu serviço na America.

## Vida
Nasceu numa família rica por parte de mãe e com tradição militar por parte de pai. Aos dez anos se matriculou em uma escola militar em Westminster. Mais velho, foi comissionado oficial e avançou rápido pelas patentes até chegar ao posto de General.
Burgoyne teve seu serviço mais distinto na guerra de independência dos Estados Unidos. Ele planejou uma grande invasão para encerrar a Revolução Americana e foi apontado para comandar uma tropa que vinha do sul do Canadá para marchar até o norte dos Estados Unidos, especialmente para conquistar o baluarte revolucionário na região da Nova Inglaterra.  John seguiu com o plano, movendo-se pela fronteira canadense mas avançou rumo ao sul de forma lenta, permitindo aos americanos se reagrupar e preparar. O plano era unir forças com uma tropa inglesa em Nova Iorque, mas o exército que estava lá preferiu partir mais cedo e ir na direção contrária, rumo a Filadélfia. Esse desencontro isolou Burgoyne e os americanos contra-atacaram ele na região de Saratoga. Preso e cercado, sem chances de ser resgatado, Burgoyne decidiu se render, ao lado dos seus 6 200 homens, a 17 de outubro de 1777. Sua rendição, segundo o historiador Edmund Morgan, "foi o ponto decisivo da guerra, porque a vitória deu animo aos americanos e, acima de tudo, convenceu as potências inimigas da Inglaterra na Europa a apoiar as Treze Colônias". Ele foi logo em seguida liberado pelos americanos, junto com seus oficiais. Todos os demais permaneceram para atrás como prisioneiros de guerra. Burgoyne foi duramente criticado quando retornou a Londres e nunca mais recebeu um comando.
Após a aposentadoria, ele escreveu algumas peças, como The Maid of the Oaks e The Heiress, mas sua carreira como dramaturgo nunca foi tão proeminente. Ele acabou servindo também como membro da Câmara dos Comuns do Parlamento por muitos anos, representando Midhurst e Preston. Ele veio a falecer em 1792, em Londres.